# Школа Сайнік

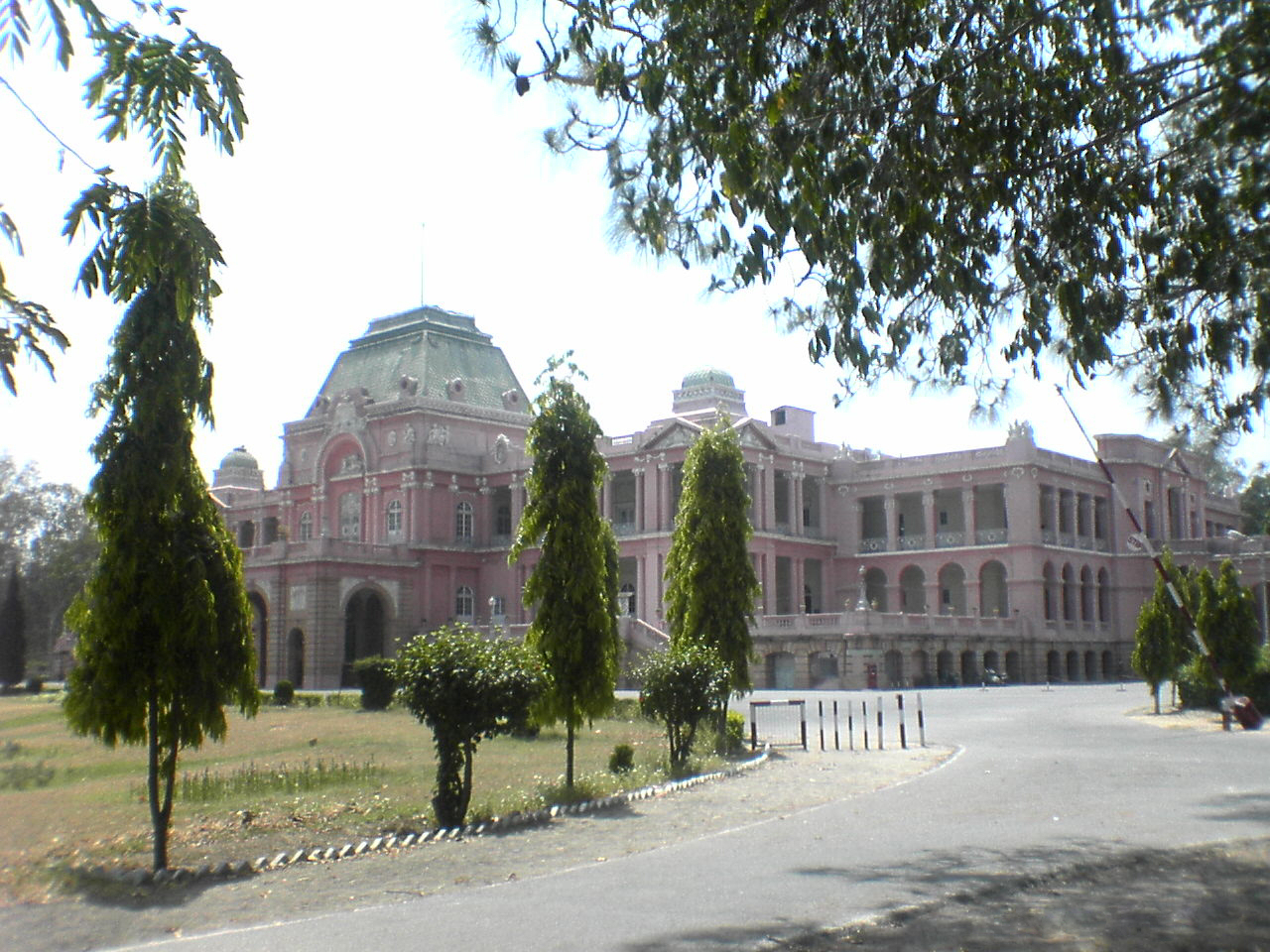
Школа Сайнік в Капуртхалі, Пенджаб, Індія.

Школи Сайнік (англ. Sainik Schools) — система шкіл в Індії, заснованих шкільним товариством Сайнік, задумані в 1961 році В. Р. Крішна Меноном, міністром оборони Індії на той час, з метою подолання регіональної і класової несбалансованості серед офіцерських кадрів у Збройних силах Індії та підготовки кадетів для вступу до Національної академії оборони. Зараз в межах системи діють 24 школи у більшості штатів країни.
| Індія | Це незавершена стаття з географії Індії. Ви можете допомогти проєкту, виправивши або дописавши її. |